# Macrosiphum potentillae
Macrosiphum potentillae är en insektsart som först beskrevs av Oestlund 1887.  Macrosiphum potentillae ingår i släktet Macrosiphum och familjen långrörsbladlöss. Inga underarter finns listade i Catalogue of Life.